# Рогачёв, Юрий Иванович
Юрий Иванович Рогачёв (1929—1966) — советский лётчик-испытатель ГКНИИ ВВС, подполковник (1966), участник второго дополнительного набора космонавтов ЦПК ВВС. Погиб при выполнении испытательного полета на Ту-134.

## Биография
Родился 25 декабря 1929 года в селе Сидоровка, Шахтинского района Ростовской области.
С 1945 по 1950 год Ю. И. Рогачёв обучался в Борисоглебском высшем военном авиационном училище лётчиков имени В. П. Чкалова. С 1950 по 1957 год служил в Чугуевском военном авиационном училище лётчиков в должности лётчика-инструктора.

### Лётно-испытательная работа
С 1957 года на лётно-испытательной работе в ГКНИИ ВВС в должности лётчика-испытателя, был участником испытаний таких самолётов как тяжёлый двухместный барражирующий перехватчик Ту-128 и истребитель-бомбардировщик Су-7Б.
С 1962 года Ю. И. Рогачёв был участником государственных испытаниях проводившихся в Лётно-исследовательском институте тяжёлого двухместного барражирующего перехватчика Ту-128. В одном из таких полётов самолёт пилотируемый Ю. И. Рогачёвым потерял устойчивость и сорвался в штопор на высоте 
11800 метров, но благодаря его мужеству и мастерству, на высоте 2000 метров над землёй ему удалось вывести самолёт в горизонтальный полёт и посадить на посадочную площадку аэродрома, при этом не теряя хладнокровия он продолжал передавать на КП информацию о всех своих действиях и поведении самолёта. В 1962 году Указом Президиума Верховного Совета СССР «За мужество проявленное при спасение опытного самолета»  Ю. И. Рогачёв был награждён Орденом Красного Знамени.
В 1964 году Ю. И. Рогачёв был назначен командиром 1-й авиационной испытательной эскадрильи 1-го научно-испытательного управления ГКНИИ ВВС, сменив на этом посту Г. Т. Берегового. Занимался испытаниями самолётов фронтовой авиации и истребителей-перехватчиков. С 1965 года — летчик-испытатель 4-го научно-испытательное управления, занимался испытанием самолётов штурмовой авиации, учебно-тренировочных и транспортных самолётов и вертолётов.
С 1965 по 1966 год принимал участие в испытаниях пассажирского самолёта Ту-134.

### Космическая подготовка
В 1963 году Ю. И. Рогачёв проходил медицинское обследование в Центральном военном научно-исследовательском авиационном госпитале для поступления во второй дополнительный набор космонавтов, но по воспоминаниям Героя Советского Союза С. А. Микояна называвшего Ю. И. Рогачёва своим близким товарищем, и характеризовавшим его как очень хорошего лётчика, умного человека и пытливого испытателя: 

В середине 60-х годов специалисты из Центра подготовки космонавтов выбрали кандидатов из числа желающих летчиков НИИ для прохождения медкомиссии, среди которых оказался и Рогачев. Результаты прохождения различных тестов, определяющих физиологические, психологические и профессиональные качества, у него были по всем параметрам выше, чем у других кандидатов. Однако, когда сделали жесткую рентгенограмму позвоночника, выявили остеохондроз со смещением позвонков – профессиональное заболевание летчиков-истребителей, усиленное многократными перегрузками в последнее время. Рогачева не только не допустили в космонавты, но и списали с истребителей и перевели на Чкаловскую летчиком-испытателем транспортных самолетов и вертолетов. На проводах из 1-го управления Юра сказал: «Ну, теперь до старости летать буду!», имея в виду безопасность транспортных самолетов по сравнению с истребителями. Но смерть подстерегла его именно здесь

### Гибель
14 января 1966 года погиб при выполнении испытательного полета на втором прототипе Ту-134, похоронен в посёлке Чкаловское. По мнению С. А. Микояна причиной катастрофы стали колебательные изгибы хвостовой части фюзеляжа на большой скорости полёта, приведшие к разрушению хвоста, в результате чего самолёт полностью лишился управления.